# Красильниково (Рязанская область)
Красильниково — село в Спасском районе Рязанской области, входит в состав Троицкого сельского поселения.

## География
Село расположено на берегу реки Тысья в 3 км на север от центра поселения села Троица и в 12 км на запад от райцентра города Спасск-Рязанский.

## История
Первоначальное построение Сергиевской каменной церкви в селе Красильниках относится к 1688 году. Строителем ее считают того же села помещика Федора Григорьевича Вердеревского. В 1797 г., согласно просьбе помещика Бахметьева, в алтаре Сергиевской церкви дозволено было возобновить пол, а в 1818 г. тот же Бахметьев просил о дозволении кафедр. прот. А.И. Полянскому освятить два вновь устроенные при Сергиевской церкви придела – Никольский и Александроневский. 
В XIX — начале XX века село входило в состав Троицкой волости Спасского уезда Рязанской губернии. В 1906 году в селе было 139 дворов.
С 1929 года село являлось центром Красильниковского сельсовета Спасского района Рязанского округа Московской области, с 1937 года — в составе Рязанской области, с 1957 года — в составе Троицкого сельсовета, с 2005 года — в составе Троицкого сельского поселения.

## Население
| 1859 | 1897 | 1906 | 2010 |
| ---- | ---- | ---- | ---- |
| 579  | ↗753 | ↗959 | ↘360 |